# Établissement de ravitaillement sanitaire des armées de Marseille
L'Établissement de ravitaillement sanitaire des armées (ERSA) de Marseille est un établissement pharmaceutique militaire, distributeur en gros de produits du service de santé des armées. Les missions principales de l'ERSA sont le ravitaillement médical, la constitution et la maintenance des unités médicales opérationnelles (UMO) et la maintenance des équipements biomédicaux. L'établissement est situé sur le camp de Sainte-Marthe dans le 14e arrondissement de Marseille.

## Histoire
L'histoire de l'ERSA remonte à 1859 avec la création de la réserve de médicaments et de matériels du Service de Santé Militaire à Marseille. En 1915, ces deux réserves sont regroupées sur un même site pour devenir la Pharmacie Générale n°44 et le Magasin Général n°35 du service de santé de la 5ème région militaire. Au fil des années, ces deux établissements ont mutualisé leurs moyens et compétences pour donner naissance à l'Etablissement Central de Ravitaillement Sanitaire (ECRS) en 1987. En 1997, l'ECRS déménage sur le camp de Sainte-Marthe à Marseille pour prendre possession d'un nouvel entrepôt adapté à ses activités logistiques et pharmaceutiques. Enfin, en 2009, l'établissement est renommé et devient l'« Établissement de ravitaillement sanitaire des armées » de Marseille.

## Organisation et missions
L'établissement emploie environ 132 personnes dont un tiers de militaires. Il est dirigé par un pharmacien en chef, assisté principalement de quatre pharmaciens adjoints chargés de l'exploitation logistique et de la maîtrise des opérations pharmaceutiques ainsi que d'un attaché d'administration responsable de l'administration générale. Il est subordonné à la direction des approvisionnements en produits de santé des armées (DAPSA) d'Orléans.
L’établissement est constitué :
- d’un département « logistique opérationnelle santé » chargé du ravitaillement, de la maintenance biomédicale et de la constitution des dotations pour satisfaire le contrat opérationnel ;
- d’un département administratif chargé du soutien général.

La superficie de stockage dépasse les 15 000 m².